# 北相木村
北相木村（日语：／ Kitaaiki mura */?）為長野縣南佐久郡的村之一。現任村長為井出玄明。